# 女川町総合運動公園
女川町総合運動公園（おながわちょうそうごううんどうこうえん）は、宮城県牡鹿郡女川町にある運動公園である。施設は女川町が所有し、運営・管理も行っている。

## 主な施設
- 女川町総合運動公園陸上競技場（日本陸上競技連盟3種公認）
  - 1995年4月 ブランメル仙台（現：ベガルタ仙台）がプレシーズンマッチとしてこの女川町総合運動公園陸上競技場を使用。CAブラガンチーノ（ブラジル）と対戦し2-0で敗れた。
  - 2006年からはCobaltore女川が本拠地として年に数試合使用していた。
  - 2012年5月27日のCobaltore女川対仙台中田クラブ戦をもって陸上競技場は幕を閉じ[1]、跡地は東日本大震災の復興住宅に転用される[2]。
- 女川町総合運動公園総合体育館（愛称：女川ドーム）
- 女川町総合運動公園野球場
- 女川町総合運動公園多目的運動場
- 女川町総合運動公園第二多目的運動場
  - 2001年 第56回国民体育大会（新世紀・みやぎ国体）で成年男女ソフトボールの会場として使用された。
  - 2011年3月の東日本大震災の後は自衛隊の駐車場として使用された[3]
  - 2013年10月から約1億5,200万円を投じて人工芝への改修工事が行われ、2014年3月に完成した[4]。
- 女川町総合運動公園テニスコート
- 女川町総合運動公園ゲートボール場
- フィールドアスレチック広場

## アクセス
- JR石巻線女川駅より徒歩10分

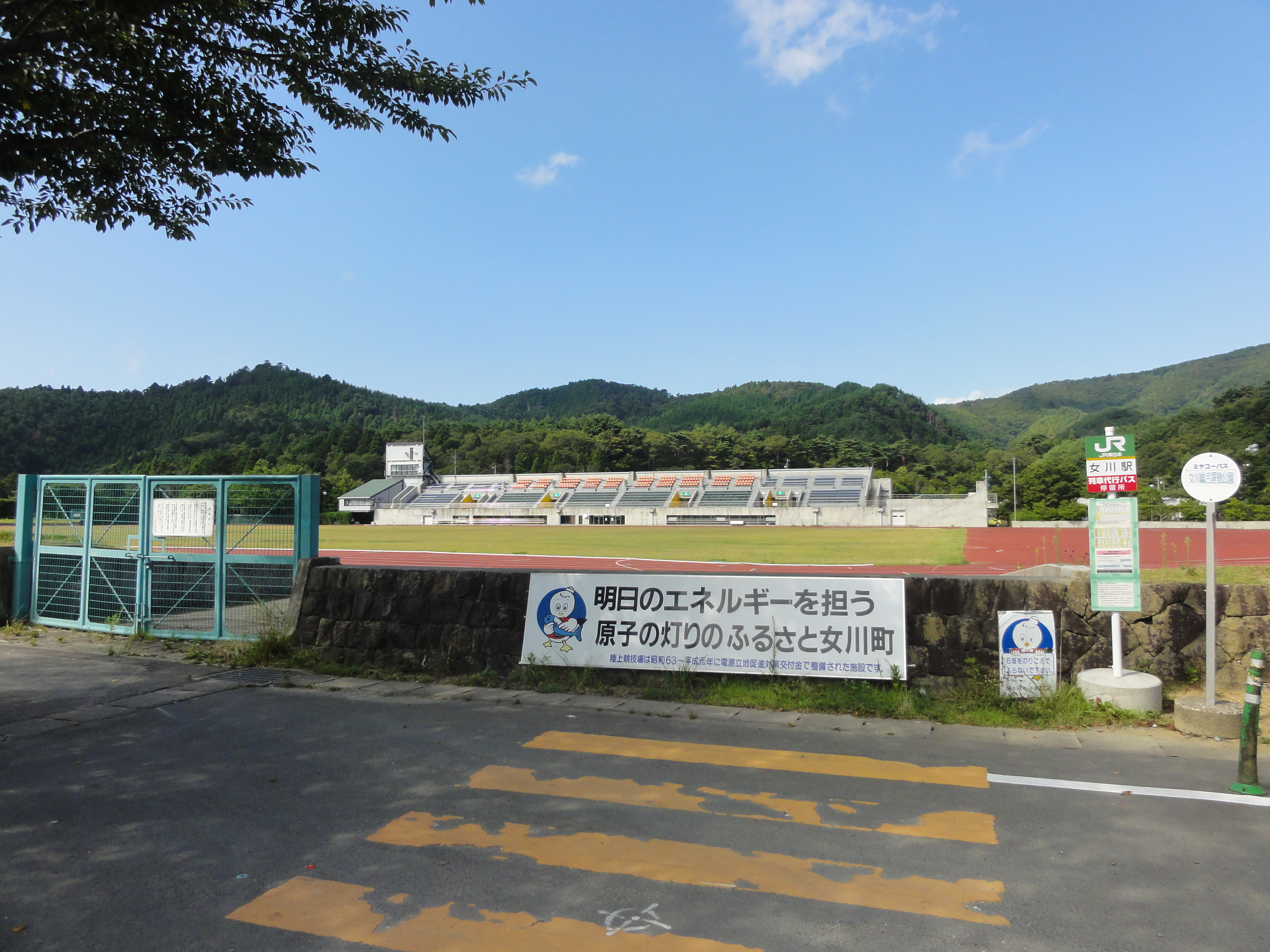
陸上競技場（閉鎖：現在は解体され同地に復興住宅が建てられている）

- 三陸沿岸道路石巻河南ICから牧山道路・国道398号を経由し40分